# Agua Santa Ana
Agua Santa Ana är en ort i Mexiko.   Den ligger i kommunen Tepexi de Rodríguez och delstaten Puebla, i den sydöstra delen av landet, 160 km sydost om huvudstaden Mexico City. Agua Santa Ana ligger 1 818 meter över havet och antalet invånare är 570.
Terrängen runt Agua Santa Ana är kuperad västerut, men österut är den platt. Runt Agua Santa Ana är det glesbefolkat, med 19 invånare per kvadratkilometer. Närmaste större samhälle är Tepexi de Rodríguez, 7,9 km norr om Agua Santa Ana. Trakten runt Agua Santa Ana består till största delen av jordbruksmark.